# Karl Rahner (Musiker)
Karl Rahner (* 10. September 1903 in Königszelt; † 2. Juli 1970 in Saarbrücken) war ein deutscher evangelischer Kantor und Kirchenmusikdirektor.

## Leben und Wirken
Karl Rahner wurde als Sohn eines Organisten und Lehrers geboren. Früh erhielt er musikalische Anregungen durch seinen Vater. Nach seinem Abitur im Jahr 1920 ging er nach Leipzig, um bei Karl Straube und Robert Teichmüller am Leipziger Konservatorium Orgel zu studieren. Seine Weggefährten waren hierbei unter anderen der Komponist Kurt Thomas und der spätere Thomaskantor Erhard Mauersberger.
1925 heiratete er die Sopranistin Käthe Richter. Im gleichen Jahr bewarb er sich auf die Anregung Straubes hin als Kantor an der Evangelischen Kirche Alt-Saarbrücken und wurde seinem Mitbewerber Erhard Mauersberger vorgezogen. Neben seiner Tätigkeit als Kirchenmusiker veranstaltete er zahlreiche Konzerte in unterschiedlichsten Besetzungen in der Ludwigskirche. Er wurde in Saarbrücken als Orgelvirtuose bekannt, aber auch bekannte Gastinterpreten wie Günther Ramin (1923 und 1924) und Albert Schweitzer (1929) traten dort auf.
Eine musikalische Wende war für ihn das Jahr 1928: Er kam mit der Singbewegung in Kontakt, die in diesem Jahr mit ihren Anregungen bei einer kirchenmusikalischen Tagung in Berlin nachhaltig in Erscheinung trat. Er gründete daraufhin einen synodalen Chor und einen Kinderchor. Anstelle von Konzerten veranstaltete er mit seinen Ensembles fortan vorwiegend Vesper-Musiken in einem kleineren Rahmen, wie beispielsweise in der Schlosskirche, bei dem das „Publikum“ stets mitgestaltend war. Es wandelte sich so sein musikalisches Bestreben immer mehr zur Chorarbeit und zum aktiven Singen.
Ein weiteres wichtiges Ereignis war für Karl Rahner der Besuch 1938 einer kirchenmusikalischen Veranstaltung im Münster zu Alpirsbach: Rahner, der stets auf der Seite der Bekennenden Kirche stand, begeisterte sich zunehmend für die Kirchliche Arbeit in Alpirsbach, eine Bewegung der Erneuerung für die Kirche und den Gottesdienst. Hierbei kam er mit Richard Gölz und Friedrich Buchholz in Kontakt. Als letzterer im Juni 1941 zum Wehrdienst eingezogen wurde, übernahm Rahner zusätzlich dessen kirchenmusikalische Dienste als Vertretung in Alpirsbach.
Ebenfalls im Jahr 1941 wurde Rahner der Titel Kirchenmusikdirektor verliehen Zugleich wurde er als Professor mit der Leitung der Kirchenmusikerausbildung an der Staatlichen Musikhochschule in Saarbrücken betraut. Diese Tätigkeit führte er bis zu seiner Emeritierung 1967 aus und lehnte zahlreiche Rufanfragen von anderen Hochschulen ab.
1943 wurde er zum Kriegsdienst im Heer eingezogen. Nach Beendigung des Zweiten Weltkrieges kehrte er 1945 in das zerstörte Saarbrücken heim. Er gründete neben seiner Hochschultätigkeit, unter anderem mit Sofie Mayer, die Evangelische Chorgemeinschaft an der Saar, als deren Leiter er bis 1967 wirkte. Mit diesem Ensemble konnte er anspruchsvolle Chormusik pflegen, die Werke in zahllosen Kirchenmusiken aufführen und zusätzlich übergemeindliche Veranstaltungen mitgestalten. Zudem kümmerte er sich fortwährend um die Einrichtung neuer Orgeln in den wieder aufgebauten Kirchen. 1947 wurde er Mitglied des Leitungskreises der Kirchlichen Arbeit in Alpirsbach. Er trat ab 1949 wieder vermehrt als Organist auf und beteiligte sich vom 19. bis 22. Juli 1950 bei den Saarbrückener Bachtagen als Organist, Cembalist und Dirigent.
Zu seinem 60. Geburtstag erhielt er von Heinrich Lübke das Bundesverdienstkreuz erster Klasse. Karl Rahner, der in seinen letzten Jahren unter mehreren Schlaganfällen und Depressionen litt, starb nach mehrmonatigen Krankenhausaufenthalten 1970 durch Suizid.

## Bedeutung
Karl Rahners kirchenmusikalische Idee war ein Verkünden des Wortes im Gewand der musica sacra. So prägte er Generationen von Kirchenmusikern und Theologen in seiner mehr als vierzigjährigen kirchenmusikalischen Arbeit in Saarbrücken. Er wurde zur Leitfigur eines neuen Singens in der Kirche. Sein Weggefährte Helmut Franz würdigte seine Lebensleistung in einem Nachruf als "kirchenmusikalisch-soziologische Epoche".

## Werke
Rahner beschränkte sich, im Einklang mit seinen Vorstellungen vom verkündigenden Singen im Dienst der Gemeinde, mit eigenen Kompositionen im Wesentlichen auf Melodien und Sätze zu Kirchenliedern. Ab den 1940er Jahren schuf er eine Reihe von überwiegend drei-, seltener vierstimmigen Sätzen zu älteren Kirchenliedern, von denen ein Teil 1952 in der von Konrad Ameln herausgegebenen Reihe "Das Wochenlied" erschien; weitere Sätze wurden posthum im "Rheinischen Chorbuch 1984" veröffentlicht (beide Bände erschienen im Bärenreiter-Verlag). Als Mitglied der Herausgeberkommission für die rheinisch-westfälische Ausgabe des Evangelischen Kirchengesangbuchs (EKG) schuf er dann auch fünf eigene Melodien für den Anhang; davon wurden allerdings nur vier im Jahre 1969 auch tatsächlich gedruckt. Im Regionalanhang des EKG Rheinland-Westfalen-Lippe finden sich die folgenden Lieder mit Melodien von Rahner:
- EKG 444 Herr, du bist hier im Brot und Wein (Text: Eugen Weschke)[7]
- EKG 531 Groß bist du und hoch erhoben (Text: Emanuel Hirsch)[8]
- EKG 535 Brich herein, süßer Schein (Text: Marie Schmalenbach)[9]
- EKG 553 Brich dem Hungrigen dein Brot (Text: Martin Jentzsch)[10]

Im Nachfolger des EKG, dem Evangelischen Gesangbuch, findet sich kein Lied von Rahner.